# Santa Cruz del Retamar
Santa Cruz del Retamar es un municipio y localidad española de la provincia de Toledo, en la comunidad autónoma de Castilla-La Mancha. El término municipal, que además del núcleo homónimo principal incluye la urbanización de Calalberche, tiene una población de 4038 habitantes (INE 2024).

## Toponimia

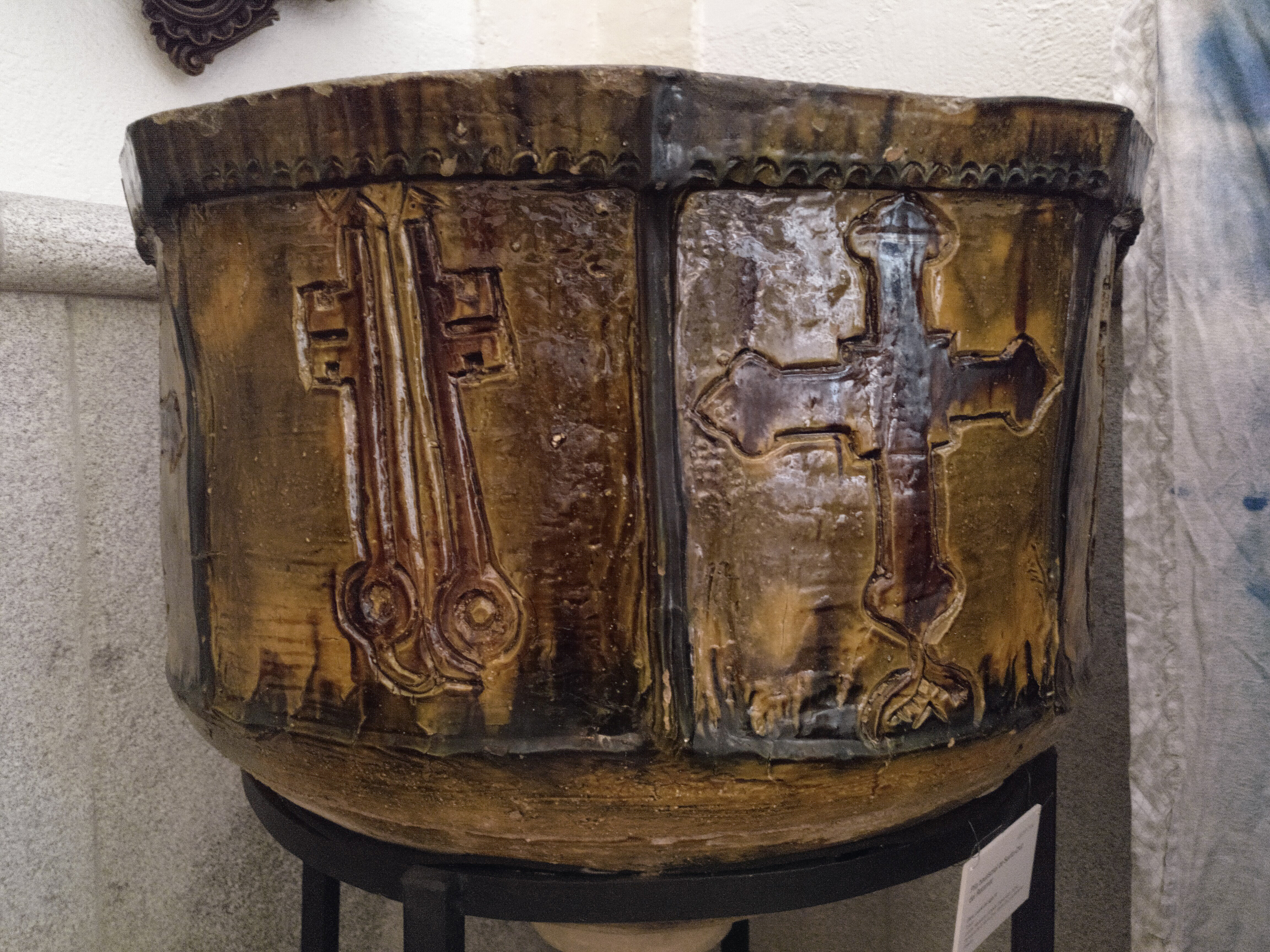
Pila bautismal del

El término de 'Santa Cruz' podría tener su origen en el nombre de un paraje alto situado al noroeste, conocido por 'Cruz Verde', posiblemente relacionado con un núcleo judío. En cuanto al término "Retamar" se debería a que antiguamente en la zona abundaban las retamas.

## Geografía
Se encuentra situado en el norte de la provincia de Toledo, perteneciente a la comunidad autónoma de Castilla-La Mancha. Linda con los términos municipales de Villa del Prado, en la Comunidad de Madrid y Méntrida, Las Ventas de Retamosa, Fuensalida, Portillo de Toledo, Maqueda, Quismondo, Escalona y Almorox, en la de Toledo.

## Historia
Tras la Reconquista la zona dependió de los Montes de Alamín, que se integrarían más tarde en el señorío de los duques de Maqueda, Arcos y Altamira. Parece ser que el pueblo fue fundado a mediados del siglo XV por Gutiérrez de Cárdenas, comendador de León.  En 1486 consiguió el título de villa. 
A mediados del siglo XIX, la villa tenía contabilizada una población de 1642 habitantes. Aparece descrita en el séptimo volumen del Diccionario geográfico-estadístico-histórico de España y sus posesiones de Ultramar de Pascual Madoz de la siguiente manera:

CRUZ DEL RETAMAR (Sta.): v. con ayunt. en la prov. y dióc. de Toledo (6 leg.), part. jud. de Escalona (3), aud. terr. de Madrid (10), c. g. de Castilla la Nueva: sit. en alto, declinando las casas al S. y O.; goza de clima templado, reinan los vientos N. y O., y se padecen fiebres gástricas: tiene 420 casas de 5 á 6 varas de altura, mal distribuidas en calles incómodas, desempedradas en lo general y con poca policia, y una plaza pequeña casi cuadrada, sin soportales, y en ella la casa de ayunt. y cárcel: hay una escuela pública dotada con 1,100 rs., á la que asisten 54 niños; otra privada con retribucion de los 53 alumnos que la frecuentan; 2 de niñas privadas á las que concurren 60; 1 igl. parr. dedicada al Triunfo de la Sta. Cruz, curato de segundo ascenso y provision ordinaria; y en los afueras el cementerio que no perjudica á la salud: se surte de aguas potables en una fuente de cuatro caños poco abundante y dos pozos, que tambien escasean en el verano. Confina el térm. por N. con el de Torre de Esteban Arabran; E. Valmojado; S. Fuensalida; O. Quismondo, á dist. de 1/4 á 1/2 leg., y comprende 200 fan. de primera clase, 830 de segunda, 1,070 de tercera, un prado para pastos de secano, dos huertas, una alameda y el monte de Verdugales al E. sin arbolado. El terreno es llano, flojo, pedregoso y árido: los campos vecinales, y cruza de E. á O. la carretera general de Estremadura: el correo se recibe diariamente por los conductores de esta carrera, en apartado que se hace en la administracion principal: las diligencias y mensagerias de Estremadura pasan tambien sin detenerse dos veces á la semana. prod.: trigo, cebada, centeno, avena, garbanzos, guisantes, habas, algarrobas, vino y aceite; se mantiene ganado lanar, 100 yuntas de bueyes y 25 de mulas, y se cria poca caza de liebres. ind. y comercio: fabricacion de carbon, en cuya conduccion á Madrid se emplean muchos vec; 4 fáb. de sombreros bastos que también se esportan; 4 tahonas; 3 molinos de aceite, y se importan granos. pobl.: 426 vec., 1,642 alm. cap. prod.: 1.008,970 rs. imp.: 31,224. contr. segun el cálculo oficial de la prov.: 74'48 por 100. presupuesto municipal: 17,000, del que se pagan 4,050 al secretario por su dotacion, y se cubre con los bienes de propios, que consisten en una deh. boyal descuajada de 800 fan.; un prado roturado de 8, y otro para pastos de 18, cuyo prod. son unos 3,000 rs.. y el resto por repartimiento vecinal.
Se fundó este pueblo sobre el año 1480 por el señor territorial, duque de Maqueda, incorporado á la casa de Altamira oue cobraba todas las alcabalas.
(Madoz, 1847, p. 183)

## Demografía
Cuenta con una población de 4038 habitantes (INE 2024).
| Gráfica de evolución demográfica de Santa Cruz del Retamar entre 1842 y 2021                                          |
| |
| Población de derecho según los censos de población del INE. Población de hecho según los censos de población del INE. |

Población por núcleos
Desglose por núcleos de la población según el Padrón Continuo por Unidad Poblacional del INE.
| Núcleos                | Habitantes (2017) | Varones | Mujeres |
| ---------------------- | ----------------- | ------- | ------- |
| Calalberche            | 1137              | 642     | 495     |
| Cruz Verde             | 25                | 14      | 11      |
| Santa Cruz del Retamar | 2412              | 1208    | 1204    |

## Administración
| Periodo   | Nombre                              | Partido       |
| --------- | ----------------------------------- | ------------- |
| 1979-1983 | Félix Merchán Benayas               | Independiente |
| 1983-1987 | Antonio Beneytez Nombela            | AP/PDP/UL     |
| 1987-1991 | Antonio Beneytez Nombela            | PP            |
| 1991-1995 | Antonio Beneytez Nombela            | PP            |
| 1995-1999 | José Carlos Fernández Fernández     | PP            |
| 1999-2003 | José Carlos Fernández Fernández     | PP            |
| 2003-2007 | José Carlos Fernández Fernández     | PP            |
| 2007-2011 | Alberto Emmanuel Fernández González | PP            |
| 2011-2015 | Alberto Emmanuel Fernández González | PP            |
| 2015-2019 | Alberto Emmanuel Fernández González | PP            |
| 2019-2023 | Ángel Martín Montoro                | PP            |
| 2023-act. | Ángel Martín Montoro                | PP            |

Evolución de la deuda viva
El concepto de deuda viva contempla solo las deudas con cajas y bancos relativas a créditos financieros, valores de renta fija y préstamos o créditos transferidos a terceros, excluyéndose, por tanto, la deuda comercial.
| Gráfica de evolución de la deuda viva del ayuntamiento entre 2008 y 2016                             |
| |
| Deuda viva del ayuntamiento en miles de Euros según datos del Ministerio de Hacienda y Ad. Públicas. |

La deuda viva municipal por habitante en 2014 ascendía a 193,46 €.

## Patrimonio

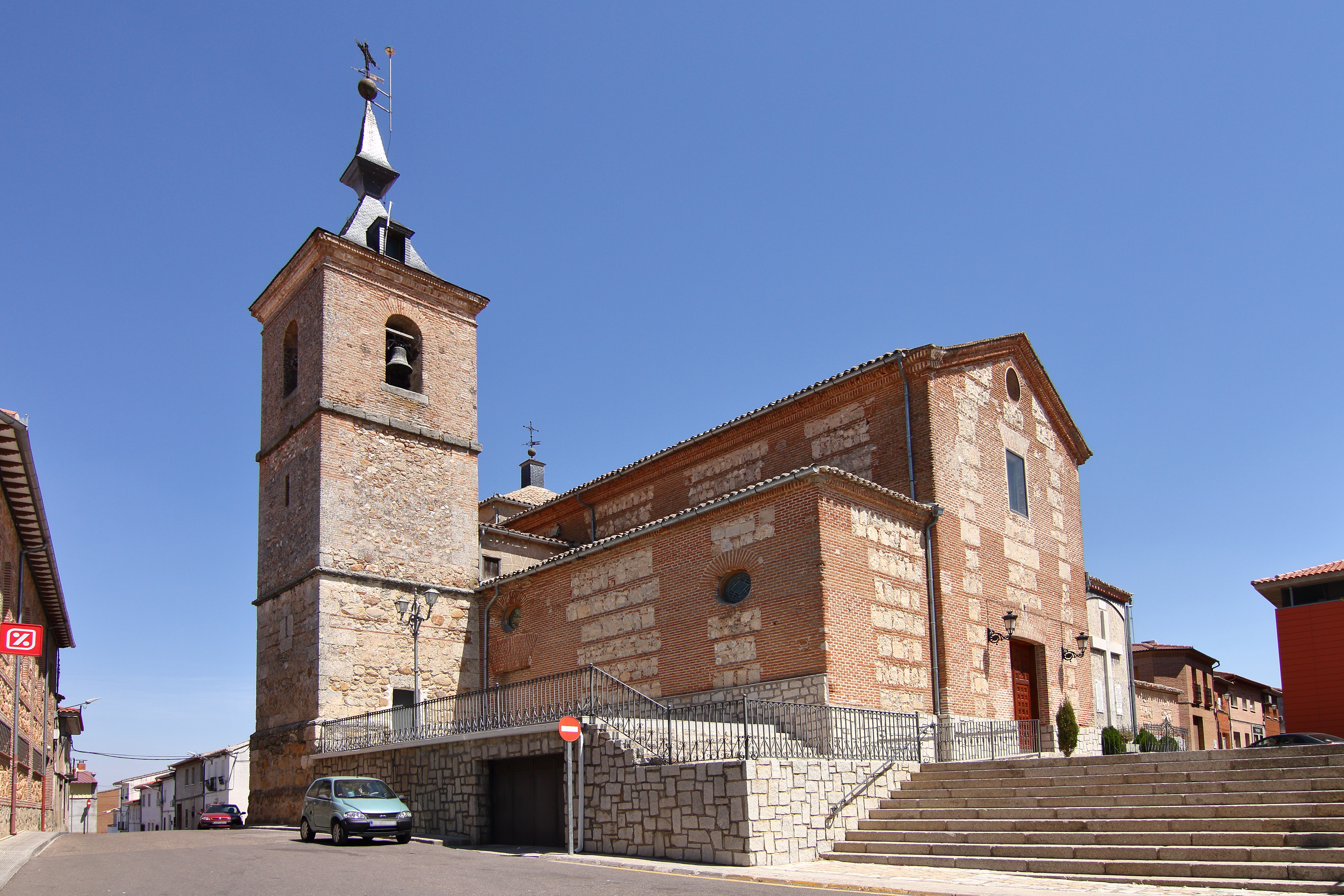
Iglesia parroquial

En el municipio se encontraba el castillo de Alamín. En la localidad está la iglesia parroquial del Triunfo de la Santa Cruz.

## Deporte
El equipo local de fútbol es el CD Paz Santa Cruz del Retamar, que está encuadrado en la temporada 2019-2020 en el grupo III de la Primera División Autonómica de Castilla-La Mancha, después de ascender desde Segunda Autonómica en la temporada 2017-2018. Disputa sus partidos en el campo del polideportivo municipal, cuyo terreno de juego es de césped artificial.